# Tainan
Tainan (台南市 / 臺南市) er en by på øen Taiwan (Formosa) i provinsen Taiwan i Republikken Kina. Befolkningen anslås (2004) til 734.000. Den ligger i øens sydlige del i Taiwan, mod Taiwanstrædet.
Tainan er den fjerde største by på Taiwan, efter Taipei, Kaohsiung og Taichung. Administrativt er den klassificeret som provinsby.
Tainan blev grundlagt af Hollandske Ostindiske kompagni som en handelsstation med navnet Fort Zeelandia da hollænderne anlagde en koloni på Taiwan. Efter at hollænderne blev besejret af Koxinga i 1661 blev Tainan hovedstaden i Kongeriget Tungning indtil 1683 og derefter hovedstad i præfekturet i Qingdynastiet indtil 1887, hvorefter provinshovedstaden blev flyttet til Taipai.
22°59′00″N 120°11′00″Ø / 22.9833°N 120.1833°Ø